# Dendrobium nardoides
Dendrobium nardoides är en orkidéart som beskrevs av Rudolf Schlechter. Dendrobium nardoides ingår i släktet Dendrobium, och familjen orkidéer. Inga underarter finns listade i Catalogue of Life.